# Emilia Bonini

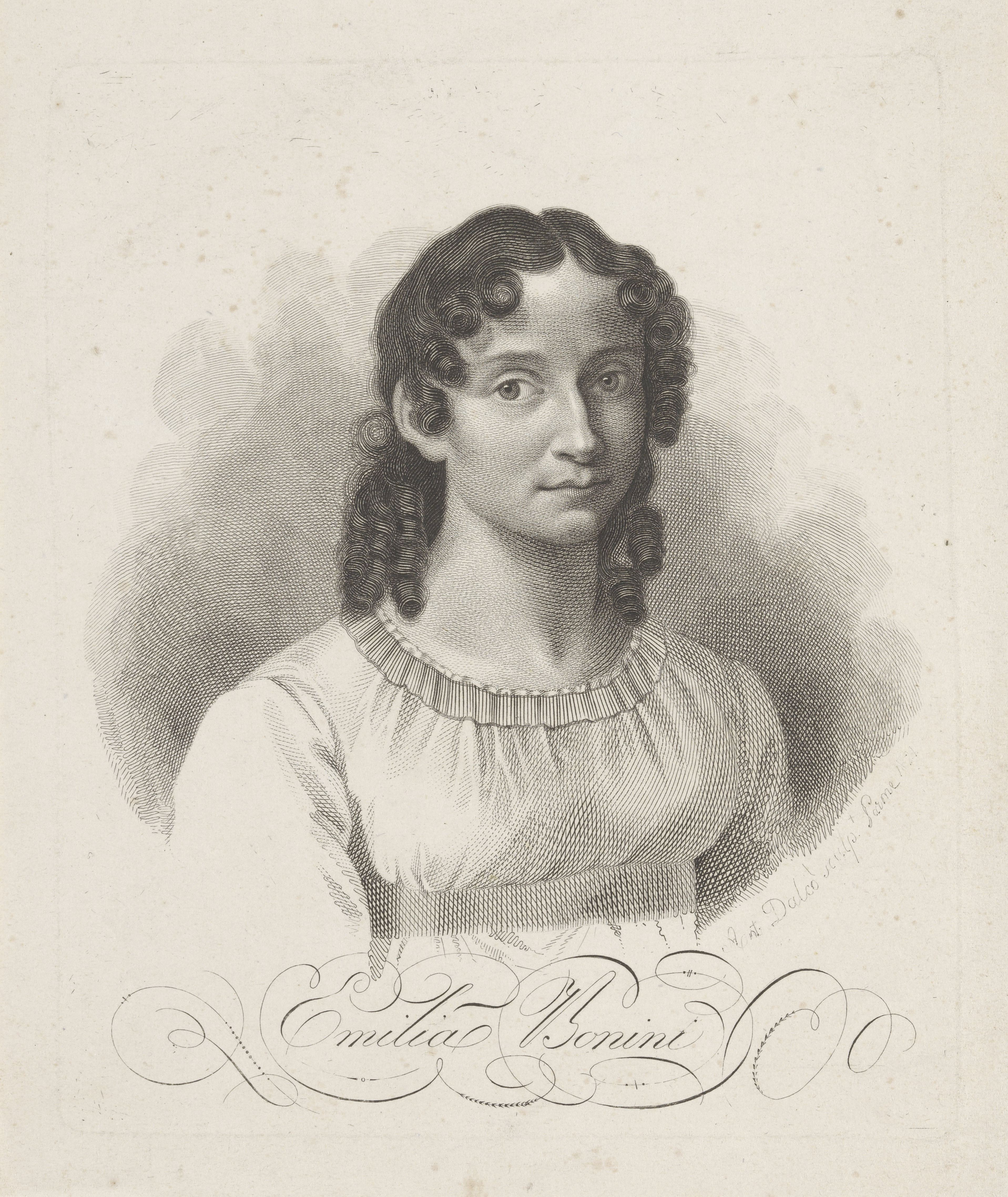
Emilia Bonini, 1821

Emilia Bonini (* 31. Juli 1798  in Mailand; † 27. Februar 1863 in Piacenza) war eine italienische Opernsängerin (Sopran). Bekannt wurde sie vor allem durch ihre Rollen in den Opern von Gioacchino Rossini, Gaetano Donizetti und Stefano Pavesi.

## Leben
Die junge Emilia Bonini war am Mailänder Conservatorio Giuseppe Verdi Schülerin des Musikpädagogen und Musikers Bonifazio Asioli. 1816 debütierte sie am Teatro Re in Mailand. Es folgten Engagements in den großen italienischen Opernhäusern, unter anderem 1816/17 in Mailand, 1817 in Bologna und Brescia, 1818 und 1820 in Turin, 1819 in Rovigo und 1820/21 in Florenz.
Ab Juni sang sie am 1822 am Pariser Théâtre-Italien, ab 1823 bis 1825 wieder in Italien in Padua, Florenz, Parma und Florenz. 1826 trat sie in London, Madrid und Barcelona auf, später wieder in Italien (Bologna 1828, Mailand 1829). 1827 sang sie an der Uraufführung von Donizettis Olivo e Pasquale die Rolle der Isabella.
Emilia Bonini war verheiratet mit dem Conte Bracciforti, den sie 1828 in Piacenza geheiratet hatte.